# Treilles-en-Gâtinais
Treilles-en-Gâtinais ist eine französische Gemeinde mit 294 Einwohnern (Stand: 1. Januar 2022) im Département Loiret in der Region Centre-Val de Loire. Fontenay-sur-Loing gehört zum Arrondissement Montargis und zum Kanton Courtenay. Die Einwohner werden Treillois genannt.

## Geographie
Treilles-en-Gâtinais liegt etwa 45 Kilometer ostnordöstlich von Orléans in der Landschaft Gâtinais. Umgeben wird Treilles-en-Gâtinais von den Nachbargemeinden Préfontaines im Norden und Nordosten, Girolles im Osten, Corquilleroy im Südosten, Gondreville im Süden sowie Courtempierre im Westen.
Am Südrand der Gemeinde liegt ein Teil des Autobahnkreuzes zwischen der Autoroute A19 und der Autoroute A77.

## Bevölkerungsentwicklung
| Jahr                       | 1962 | 1968 | 1975 | 1982 | 1990 | 1999 | 2006 | 2018 |
| Einwohner                  | 317  | 301  | 301  | 287  | 276  | 273  | 289  | 292  |
| Quellen: Cassini und INSEE |      |      |      |      |      |      |      |      |

## Sehenswürdigkeiten
- Kirche Saint-Pierre, seit 1971 Monument historique

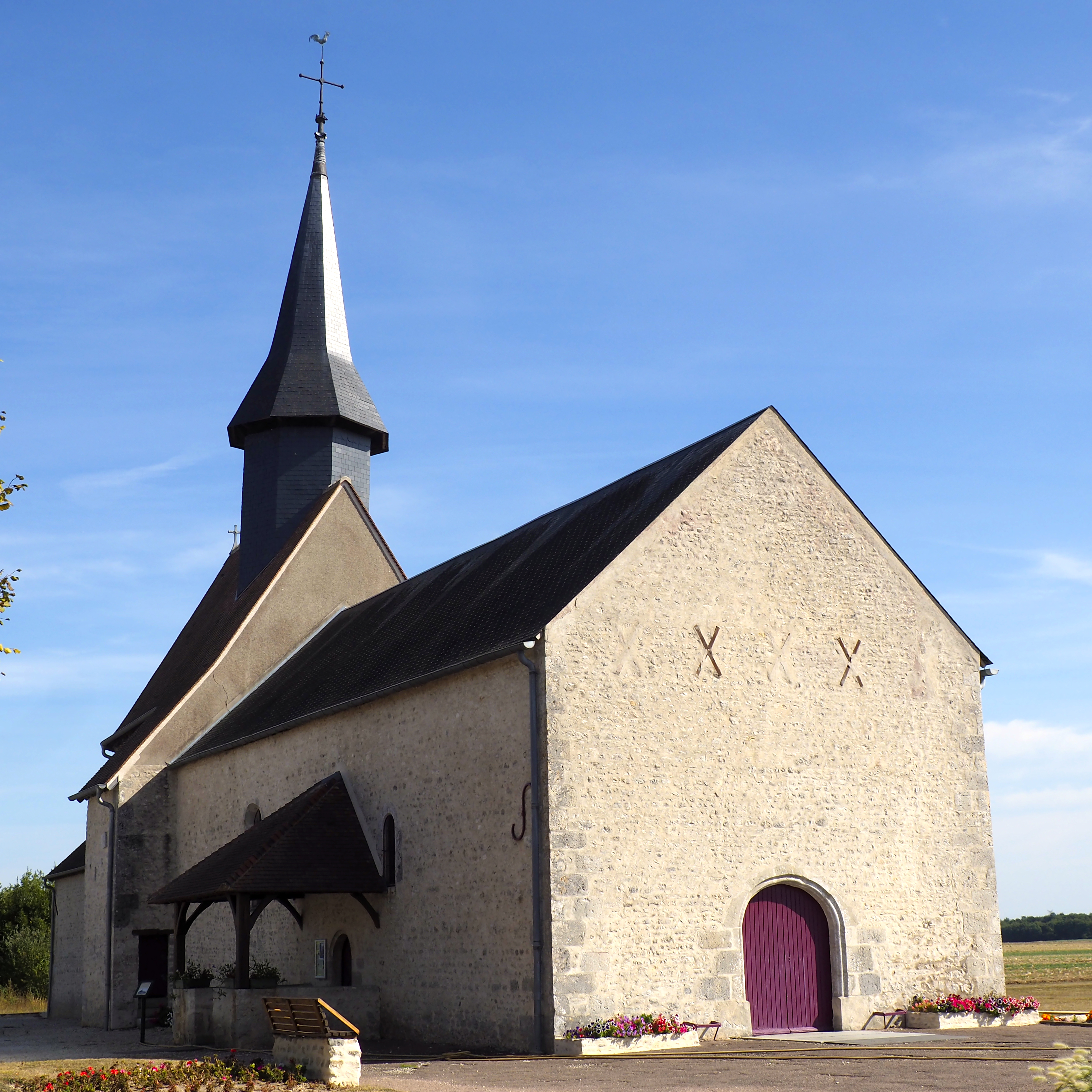
Kirche Saint-Pierre